# Montreal AAA

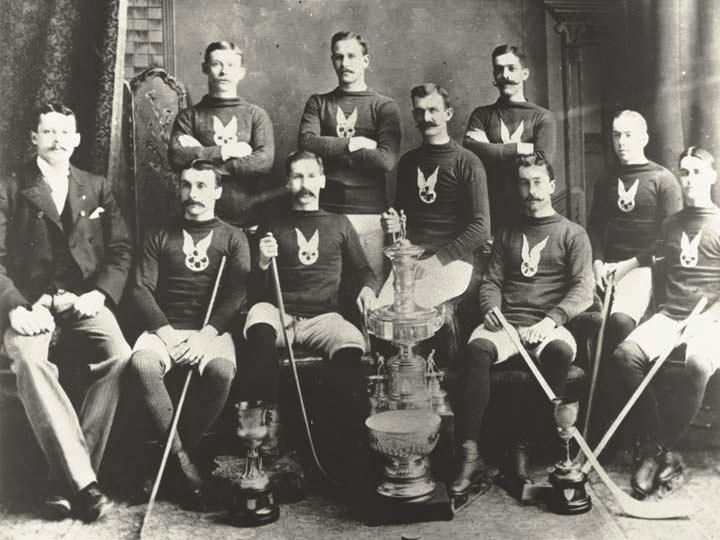
Equipo campeón de la primera Stanley Cup, en 1893.

El Montreal AAA (Montreal Amateur Athletic Association) es una Asociación Atlética ubicada en la ciudad canadiense de Montreal, provincia de Quebec.
La asociación surgió de la fusión del Montreal Snowshoe Club con Montreal Lacrosse Club y Montreal Bicycle Club.
Actualmente tiene el nombre de Club Sportif MAA, o simplemente, MAA, después de la quiebra del club original.
Fue el primer campeón de la Stanley Cup.
- Datos: Q3016998
- Multimedia: Montreal Amateur Athletic Association / Q3016998